# Emoia trossula
Emoia trossula là một loài thằn lằn trong họ Scincidae. Loài này được Brown & Gibbons mô tả khoa học đầu tiên năm 1986.